# Gare d'Almere-Centre
La gare d'Almere-Centre (en néerlandais : Station Almere Centrum) est une gare ferroviaire néerlandaise de la ligne de Weesp a Lelystad (dite aussi Flevolijn). Elle est la gare principale de la ville d'Almere, la plus grande ville de la province du Flevoland.
Elle est ouverte le 30 mai 1987.
C'est une gare voyageurs des NS, desservie par des trains EuroCity (EC), InterCity (IC) et Sprinter.

## Situation ferroviaire
La gare se trouve au kilomètre 15,1 de la ligne de Weesp (nl) à Lelystad, habituellement appelée Flevolijn (nl), entre les gares ouvertes d'Almere Muziekwijk (nl) et d'Almere Parkwijk (nl).

## Histoire
Le bâtiment de la gare, dû à l'architecte Peter Kilsdonk (nl), comporte un grand toit en verre et une structure spatiale en acier. Sous la station se trouve une gare d'autobus, d'où partent les bus allGo de la firme Keolis.
Le mois de janvier 2015 a vu le début des travaux d'allongement des quais, allongés de 70 m. Un tiroir de manœuvre est ajouté du côté nord de la gare ; sont aussi ajoutés des « aiguillages rapides » et des écrans anti-bruit.
Almere possède encore cinq autres gares.
Pendant les six premières années de son existence, la gare d'Almere-Centre n'avait, outre vers Lelystad, pas d'autre relation ferroviaire que vers Amsterdam-Central, ainsi bien sûr que les gares intermédiaires. Aucun train rapide ou InterCity ne s'y arrêtait. Mais une fois la Schiphollijn (nl) prolongée jusqu'à Weesp (nl), et avec le placement du raccordement de Gooi (nl) et celui de la ligne de la Hanse (ligne Lelystad - Zwolle (nl)), de nombreuses relations Intercity sont apparues, entre autres vers Schiphol, Hilversum, Utrecht, Zwolle, Groningue et Leeuwarden (nl), ainsi que vers Leyde et La Haye.

## Service des voyageurs

### Desserte
La gare est desservie par des trains IC des directions Amsterdam ou Aéroport d'Amsterdam-Schiphol / La Haye-Central et Groningen ou Leeuwarden par Zwolle.

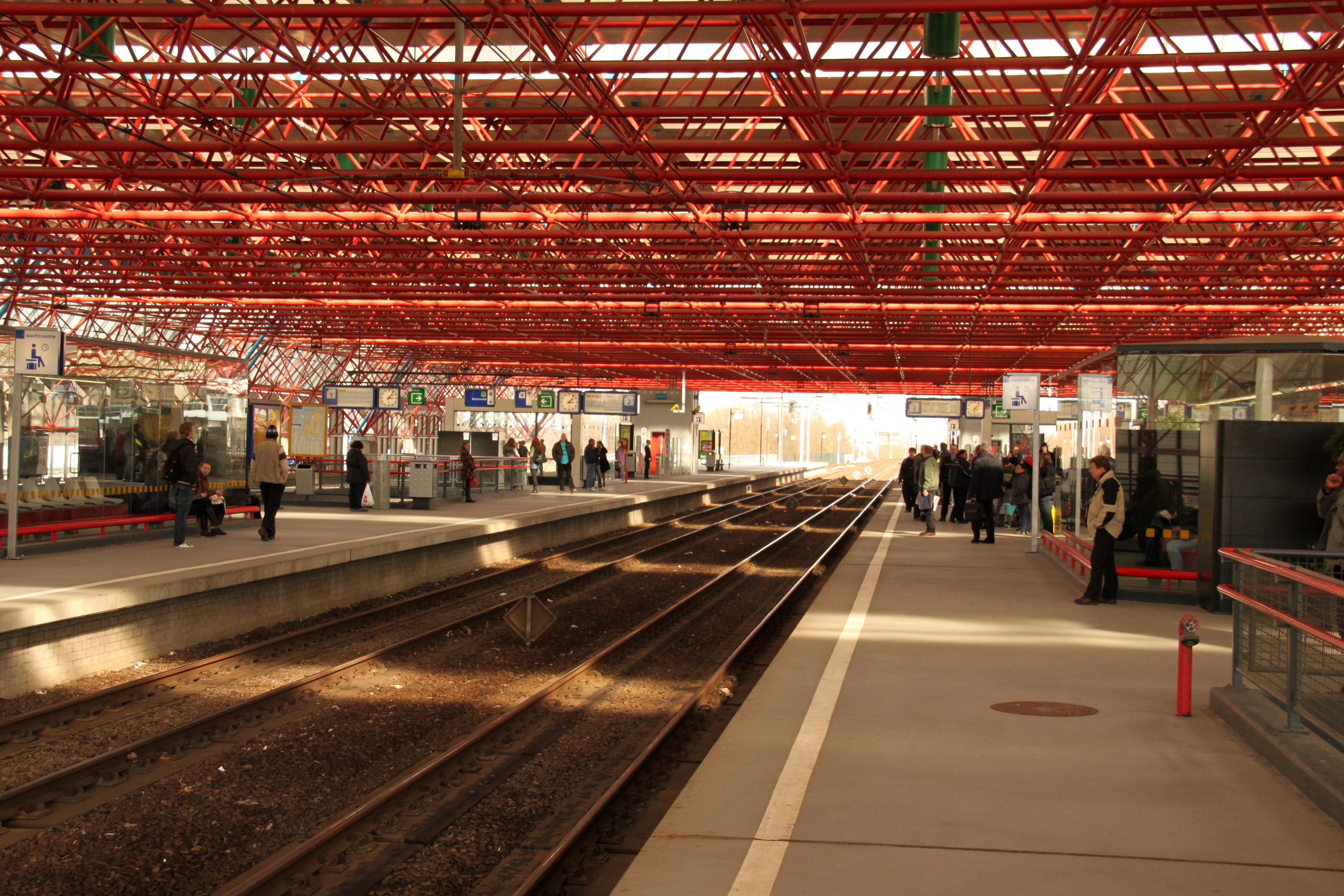
Intérieur de la gare

Elle est également desservie par des trains Sprinter, inclus une ligne vers Utrecht.

### Intermodalité
Almere-Centre c'est un nœud du réseau de transport en commun et regional. Les bus partent d'ici vers les villes Harderwijk et Zeewolde, et vers le village Blaricum. 